# Yohana Sánchez
Yohana Sánchez, née le 28 mai 1977, est une karatéka vénézuélienne, 2e dan, surtout connue pour avoir remporté une médaille d'or au terme des championnats du monde de karaté 2010.

## Palmarès

### Aux Championnats du monde
| Résultat           | Date | Épreuve         | Catégorie | Compétition                | Ville hôte            |
| ------------------ | ---- | --------------- | --------- | -------------------------- | --------------------- |
| Médaille de bronze | 2002 | Kata individuel | Seniors   | Championnats du monde 2002 | Madrid, en Espagne    |
| Médaille de bronze | 2004 | Kata individuel | Seniors   | Championnats du monde 2004 | Monterrey, au Mexique |
| Médaille d'or      | 2010 | Kata individuel | Seniors   | Championnats du monde 2010 | Belgrade, en Serbie   |